# Mohammad Nasiri
Mohammad Nasiri Sereszt (pers. محمد نصیری سرشت, ur. 1 października 1945 w Teheranie) – irański sztangista, wielokrotny medalista olimpijski.
Startował w kategoriach: koguciej (do 56 kilogramów) oraz muszej (do 52 kilogramów). W tej pierwszej w 1968 został mistrzem olimpijskim, a cztery lata później zdobył srebrny medal. W drugiej w 1976 w Montrealu zdobył brązowy medal. Pięciokrotnie wywalczył tytuł mistrza świata (1968, 1969, 1970, 1973 i 1974), ponadto czterokrotnie stawał na podium tej imprezy. Wielokrotnie bił rekordy globu.

## Starty olimpijskie
- Meksyk 1968 – kategoria do 56 kilogramów – złoto
- Monachium 1972 – kategoria do 56 kilogramów – srebro
- Montreal 1976 – kategoria do 52 kilogramów – brąz

## Mistrzostwa świata
- Meksyk 1968 – kategoria do 56 kilogramów – złoto[a]
- Warszawa 1969 – kategoria do 56 kilogramów – złoto
- Columbus 1970 – kategoria do 56 kilogramów – złoto
- Hawana 1973 – kategoria do 52 kilogramów – złoto
- Manila 1974 – kategoria do 52 kilogramów – złoto